# Caragoudes
Caragoudes település Franciaországban, Haute-Garonne megyében. Lakosainak száma 239 fő (2022. január 1.). Caragoudes Maureville, Caraman, Mourvilles-Basses, Saint-Germier, Ségreville, Tarabel és Toutens községekkel határos.

## Népesség
A település népességének változása:
| Lakosok száma | 159  | 152  | 166  | 239  | 227  | 218  | 223  | 228  | 231  | 239  |
|               | 1968 | 1982 | 1990 | 2006 | 2013 | 2015 | 2017 | 2019 | 2020 | 2022 |